# 翼號列車 (京急)
翼號（日语：／、Wing）列車是指在京濱急行電鐵（京急）上運行的「收費座位指定列車」之統稱。
截至2022年，除了兩款全車收費指定席列車，分別為「早上翼號」和「黃昏翼號」外。還有部分快速特急班次引入部分車輛收費座位指定服務「翼座位」（Wing·Seat）。此條目除了記述「京急翼號」外，也會記述過去曾經營運的座位指定列車或座位定員制列車。

## 運行概要

### 營運中的列車
現時共有3款列車設有「翼」服務，包括收費座位指定列車「早上翼號」和「黃昏翼號」，以及部分快特班次中提供「翼・座位」服務。上述三款列車的行走日期、時間、方向、車輛和座位指定安排各有不同。
曾經在時間表的列車類別欄中，「早上翼號」和「黃昏翼號」的列車會標示為「快特」（京急翼○號）。現在的列車類別欄會標示為「翼」（早上翼○號、黃昏翼○號）。

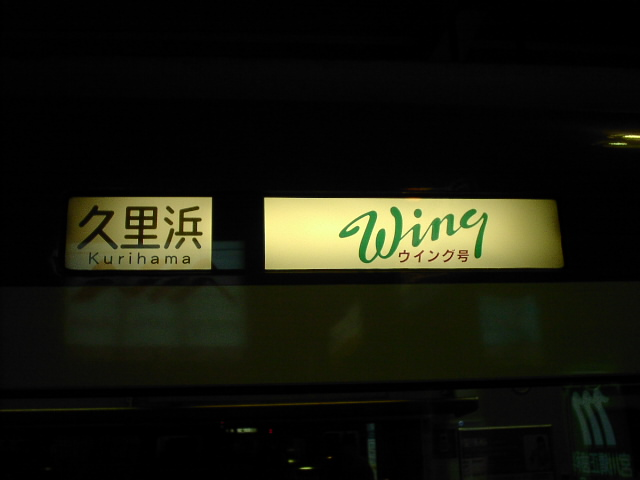
側面列車類別、目的地顯示牌

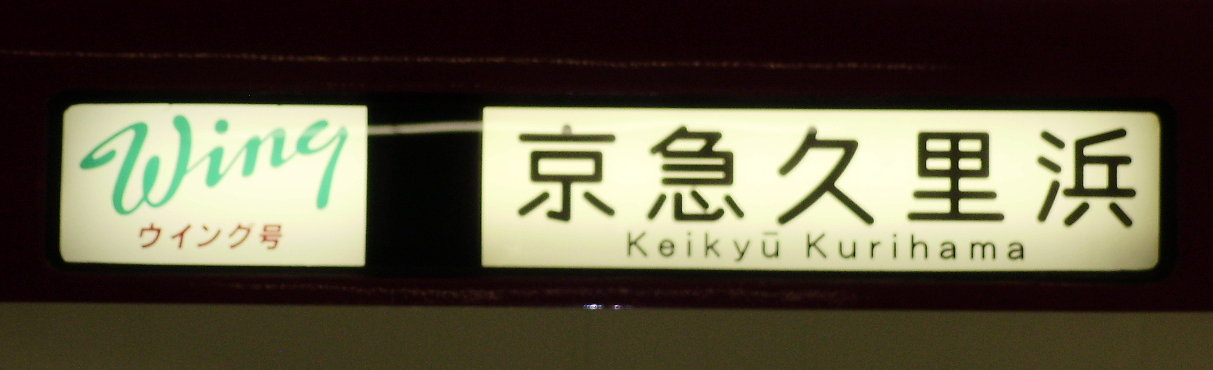
側面列車類別、目的地顯示牌（2149編成，2010年5月28日）

另外曾經在行走「京急翼號」的班次中，該列車的目的地顯示牌會顯示綠色「Wing」（在標誌的下方設有紅色字「翼號」）。在2000形時代開始設有該設定，後來在列車類別顯示牌中加入「Wing」（在「Wing」下方設有「翼號」文字）這個顯示，目的地顯示牌中顯示目的地。而「早上翼號」和「黃昏翼號」也是有同樣情況。另外「Wing」這個標誌也會用於京急購物中心中。

#### 早上翼號（Morning Wing）
在2015年（平成27年）12月7日開始營運。只於平日早上繁忙時間行走上行班次。列車會從三浦海岸站/橫須賀中央站單向前往品川站/泉岳寺站之間，途經京急久里濱線和本線。截至2022年11月26日時間表修正，共有3班「早上翼號」。1號是從橫須賀中央前往品川，3號是從三浦海岸前往品川，5號是從三浦海岸前往泉岳寺。所有班次在品川站為全車座位指定席。而在品川站前的所有中途站只可乘車，在到達品川站前不可下車。班次編號曾經以1號開始順序按出發時間編排，在2019年10月26日時間表修正起以1、3、5…單數順序編排。
前往泉岳寺的班次可於該站轉乘列車前往京成高砂。
在現時的時間表中，與下述的「黃昏翼號」一樣，停車站比較少。在久里濱線內，更是唯一設有通過車站的列車類別。「早上翼號」會通過京急久里濱站、堀之内站和金澤八景站等大站。

#### 黃昏翼號（Evening Wing）
在1992年（平成4年）4月16日開設了「京急翼號（Keikyu Wing）」。在平日黃昏繁忙時間行走，當中是在最多乘客使用京急線的時段後才開設，並且只有下行班次。列車會從品川站單向前往京急久里濱站/三崎口站之間，途經京急本線和久里濱線。截至2022年11月26日時間表修正，共有8班「黃昏翼號」。2至6號是從品川前往京急久里濱，8至16號是從品川前往三崎口。所有班次在上大岡站為全車座位指定席。而所有列車會在品川站的3號月台出發。那些列車會從久里濱工場信號所或金澤文庫站以不載客列車前往品川站3號月台。班次編號原本按出發順序以1開始順序編排，在2019年10月26日時間表修正，隨著列車改名為「黃昏翼號」，班次編號以2、4、6……等雙數順序編排。
前往京急久里濱的班次會於該站轉乘列車前往三崎口。該前往三崎口的列車是先行到達京急久里濱站，隨後等待「黃昏翼號」到達京急久里濱站後，等待轉乘客才再出發。
「黃昏翼號」的停靠站比最高級不需特別費用的列車類別（即機場快特和快特）更少。「黃昏翼號」停靠通過京急蒲田站、京急川崎站和橫濱站三座快特停車站。在上大岡起，「黃昏翼號」與快特一樣。但是由於在營運時段，京急線的時間表過度頻密，因此所需時間與同一時段的快特基本上相同，若果「黃昏翼號」接近前一班列車的話，所需時間會更長。在最高速度方面，橫濱以北只會抑制在110km/h，當列車誤點而需要回復原來班次時才以120km/h速度行駛。上述提及，由於停車站與京急線相近，因此「黃昏翼號」正式的列車類別中，也是被視為「快特」。在京急官方網站的時間表中，需要座位指定券才能乘車「黃昏翼號」於品川站之時間表中會標示為「黃昏翼號」，在其他停靠站不需要座位指定的車站之時間表中會標示為「快特黃昏翼號」。
當發生事故或天災等原因使列車大幅度誤點時，或者與京急行並行的JR東海道線系統因暫停服務，使被請求進行委托運送而打亂時間表時，「黃昏翼號」專用車輛會臨時停靠青物橫丁站和平和島站，並且改以快特列車班次行走。

#### 翼座位（Wing Seat）
在2019年（令和元年）10月26日開始，京急部分快特班次開始提供收費座位指定服務。在2022年11月26日時間表修正中，日間上行9班、下行10班，行走於泉岳寺站至三崎口站之間的快特班次提供該服務。在這些班次中，2號車廂為座位指定席，當中乘客可以在三崎口站至上大岡站之間（上行班次）和泉岳寺站至上大岡站之間（下行班次）中的快特停車站乘坐2號車廂。而所有快特停車站均可下車。2號車廂內設有翼服務員，服務員會在乘車站中檢查乘客座位指定券。上行班次編號方面，會從51、53、55…等單數順序編排，下行則為從52、54、56…等雙數順序編排。
此服務的前身是後述提及的「假日翼號」。當時在2018年9月22 - 24日、10月6 - 8日、2019年4月28、29日、5月4、5日、9月14、15日和10月12、13日行走，為一架期間限定列車。當時在各個運輸日設有下行2班快特列車班次，而該列車是行走於品川站至三崎口站之間。在列車到達上大岡站前，2號車廂為指定席。而乘客只可在京急川崎站或橫濱站乘坐2號車廂（品川站至京急川崎站之間不可上下車，2號車廂在該區間不載客）。而該列車在金澤文庫站前會以12卡編成行走，靠近品川站一方設有付屬編成4卡（3門車）。當時沒有編排班次編號。

#### 停車站
此節只記述營運中的列車停車站。
| 列車名/車站名稱 | 指定席               | 運輸日、方向     | 泉岳寺站 | 品川站 | 京急蒲田站 | 京急川崎站 | 橫濱站 | 上大岡站 | 金澤文庫站 | 金澤八景站 | 橫須賀中央站 | 堀之內站 | 新大津站 | 北久里濱站 | 京急久里濱站 | ＹＲＰ野比站 | 京急長澤站 | 津久井濱站 | 三浦海岸站 | 三崎口站 | 備註                                                       |
| --------------- | -------------------- | ---------------- | -------- | ------ | ---------- | ---------- | ------ | -------- | ---------- | ---------- | ------------ | -------- | -------- | ---------- | ------------ | ------------ | ---------- | ---------- | ---------- | -------- | ---------------------------------------------------------- |
| 早上翼號        | 全車 （直至品川站）  | 平日上行         | ○        | ●      | ←          | ←          | ←      | ◎        | ◎          | ←          | ◎            | ←        | ←        | ←          | ←            | ←            | ←          | ←          | ◎          |          | 1號是從橫須賀中央出發 1、3號以品川為終點站                 |
| 黃昏翼號        | 全車 （上大岡站前）  | 平日下行         |          | ◎      | →          | →          | →      | ●        | ●          | ●          | ●            | ●        | ●        | ●          | ●            | ●            | ●          | ●          | ●          | ○        | 2、4、6號以京急久里濱為終點站                              |
| 翼·座位         | 2號車廂 （整個區間） | 星期六及假日上行 | ○        | ○      | ○          | ○          | ○      | ●        | ●          | ●          | ●            | ●        | ●        | ●          | ●            | ●            | ●          | ●          | ●          | ◎        | 列車類別是「快特」。 除了2號車廂外，所有停車站均可上下車。 |
| 翼·座位         | 2號車廂 （整個區間） | 星期六及假日下行 | ◎        | ●      | ●          | ●          | ●      | ●        | ○          | ○          | ○            | ○        | ○        | ○          | ○            | ○            | ○          | ○          | ○          | ○        | 列車類別是「快特」。 除了2號車廂外，所有停車站均可上下車。 |

圖例
●：停靠（可上下車）
◎：停靠（只可乘車）
○：停靠（只可下車）
←・→：根據箭頭方向通過

### 曾經行走的列車

#### 遠足特急
在1952年（昭和27年）至1965年（昭和40年）的春秋旅遊旺季期間曾經開設遠足特急班次，行走於品川站至浦賀站/逗子海岸站（現時：逗子·葉山站的一部分）/京濱久里濱站（現時：京急久里濱站）之間。而遠足特急可分為三類，一：為了乘坐特急列車後轉乘巴士遊覽三浦半島而設（在同一列車名中，下行終點站與上行起點站會有所相異）。二：在浦賀或久里濱轉乘金谷航線而開設。三：原則上只開設下行班次（上行班次為不載客列車）。當中一和二是全車指定席，三是全車自由席。
上述三類列車雖然都是稱為「遠足特急」，但是運輸區間和中途停車站各有不同。原則上只停靠京濱川崎站（現時：京急川崎站）和橫濱站。

#### 週末特急La Mer號、Parlata號）
在1956年（昭和31年）3月8日至1968年（昭和43年）6月14日之間曾經開設「La Mer號」（La Mer在法文意思是「海」）、「Parlata號」（Parlata在意大利文意思是「講話」），行走於品川站至浦賀站/三浦海岸站之間的列車。在逢星期六開設2個往返班次。
列車中途停靠京濱川崎站（現時：京急川崎站）、橫濱站、金澤文庫站、橫須賀中央站、京濱久里濱站（現時：京急久里濱站）、野比站（現時：YRP野比站）、京濱長澤站（現時：京急長澤站）和津久井濱站。
當初全車為自由席，在1964年2月1日起，部分車輛為指定席。

#### 快速特急南房總號
在1968年（昭和43年）6月15日開設快速特急班次同時開設快速特急南房總號，該班次部分車輛為指定席。
當初並沒有附上愛稱。在1972年（昭和47年）9月3日加設愛稱「南房總號」。同時，原本設有3個往返班次的快特「海洋公園號」，把愛稱變更為「城島號」、「南房總號」和「油壺海洋公園號」，這些列車都是全車自由席。而當時「南房總號」部分班次為部分指定席，也有部分班次為全車自由席。

#### 假日翼號
在開設「翼座位」前。在2018年9月22至24日、10月6至8日之間曾經設有臨時「假日翼號」（Holiday Wing）班次，行走於品川站至三浦海岸站之間。當時在每個運輸日設有下行1班，中途只停靠橫濱站（乘車專用）。整抽列車共有三個部分，1至3號車廂是讓事前預約的乘客於品川站乘車專用（座位指定制），4、5號車廂是讓即日於品川站購票的乘客使用（座位定員制），6至8號車廂是讓事前預約的乘客於橫濱站乘車專用（座位指定制）。另外，該列車沒有編排班次編號。
在列車類別與目的地顯示牌中，列車類別會展示黑幕（沒有表示任何資訊），目的地會展示「包車」。另外，車頭會貼上「假日翼號」的標誌。

## 座位指定券
乘坐「早上翼號」、「黃昏翼號」或「翼座位」時，除了車票（包含PASMO等交通IC卡）外，還需要座位指定券「Wing Ticket」（300日圓（大小同價），在車內購入「翼座位」時為500日圓（大小同價））或「Wing Pass」（「早上翼號」售價5500日圓（大小同價），「黃昏翼號」售價5000日圓（大小同價））。上述提及，「早上翼號」在品川站以北，「黃昏翼號」在上大岡站以南區間由於不需要座位指定券還可乘車，當中在該區間中不會確保乘客擁有一個座位。
「Wing Ticket」中沒有指定列車，只於購票當日有效（相對於JR的Liner券）。而「Wing Pass」方面，「早上翼號」設有指定列車，「黃昏翼號」沒有指定列車，「Wing Pass」的有效日期車是該月的1日至該月的最後一天（相當於JR的Liner套票）。
座位指定券中記載了車廂編號、座位編號和二維碼，只需向職員展示便可乘車。在「京急翼號」開始行走至2015年12月4日前是使用座位整理券方式發售，乘車時需要把該券交給職員後才可乘車。在2015年12月7日開始優待制度（在轉為座位指定制時廢除）後，職員會把車票打孔，然後把車票交回給乘客。
「Wing Ticket」方面，乘客可於會員制座位指定券購入網站「KQuick」、車站自動售票機（只限「早上翼號」和「黃昏翼號」）和2號車廂內（只限「翼座位」）購入。「KQuick」會員可於網上選擇座位（例如窗邊、通道邊、補助席、包廂座位、輪椅空間）。在三浦海岸站、橫須賀中央站、金澤文庫站、上大岡站和品川站設有自動售票機販賣「Wing Ticket」，並且會展示下一班列車的空位狀況。「Wing Pass」可於「KQuick」和品川站高輪口有人窗口（只限「黃昏翼號」）購入，不可在自動售票機購入。
在指定的車站（「早上翼號」為品川站，「黃昏翼號」為上大岡）到達前若未能使用座位、混乘的情況、又或列車誤點60分鐘以上時，乘客可以進行退「Wing Ticket」票手續。
發售座位數目方面，2100形為539個，1000形1890番台為128個。

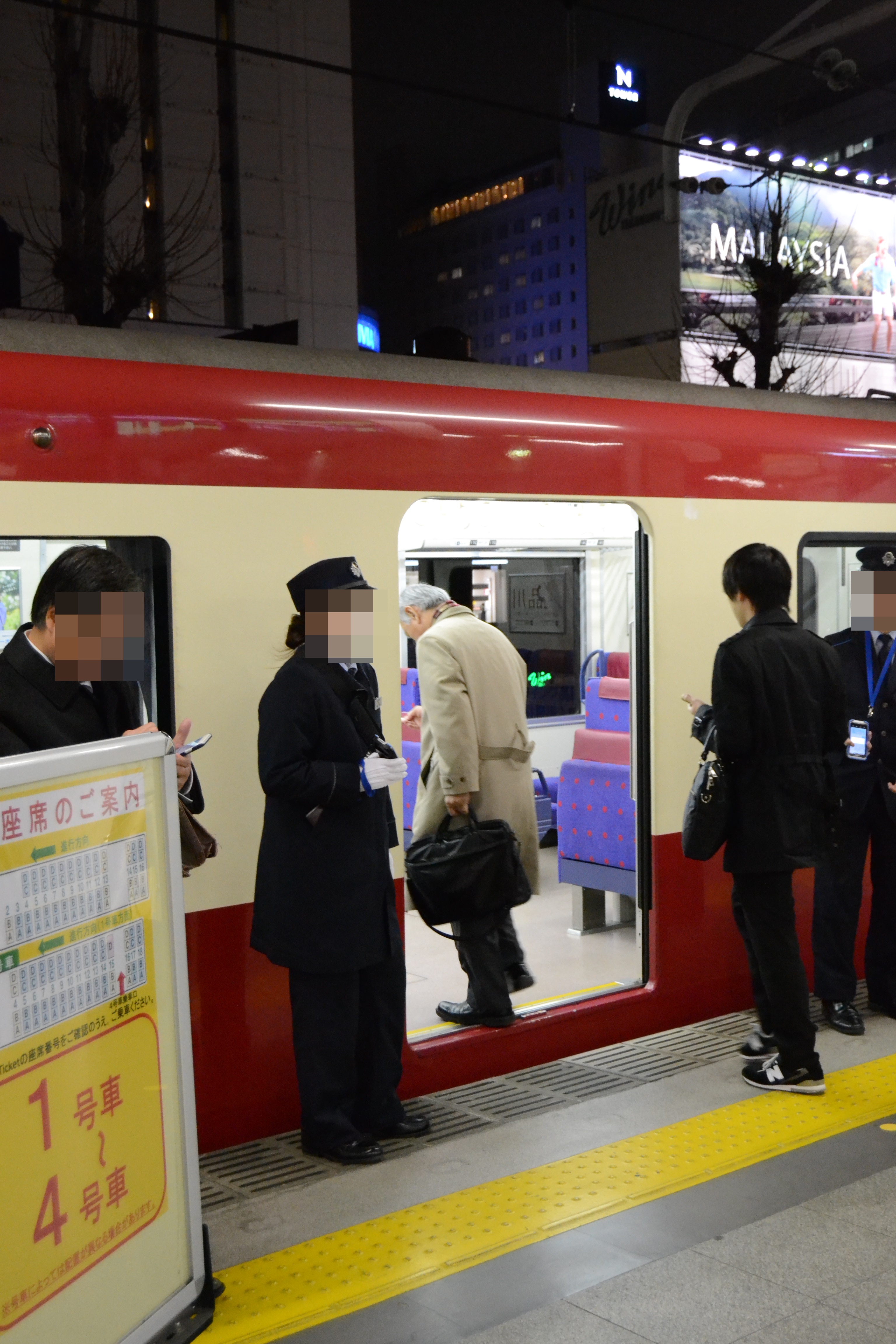
職員正在為「京急翼號」的乘客驗票。
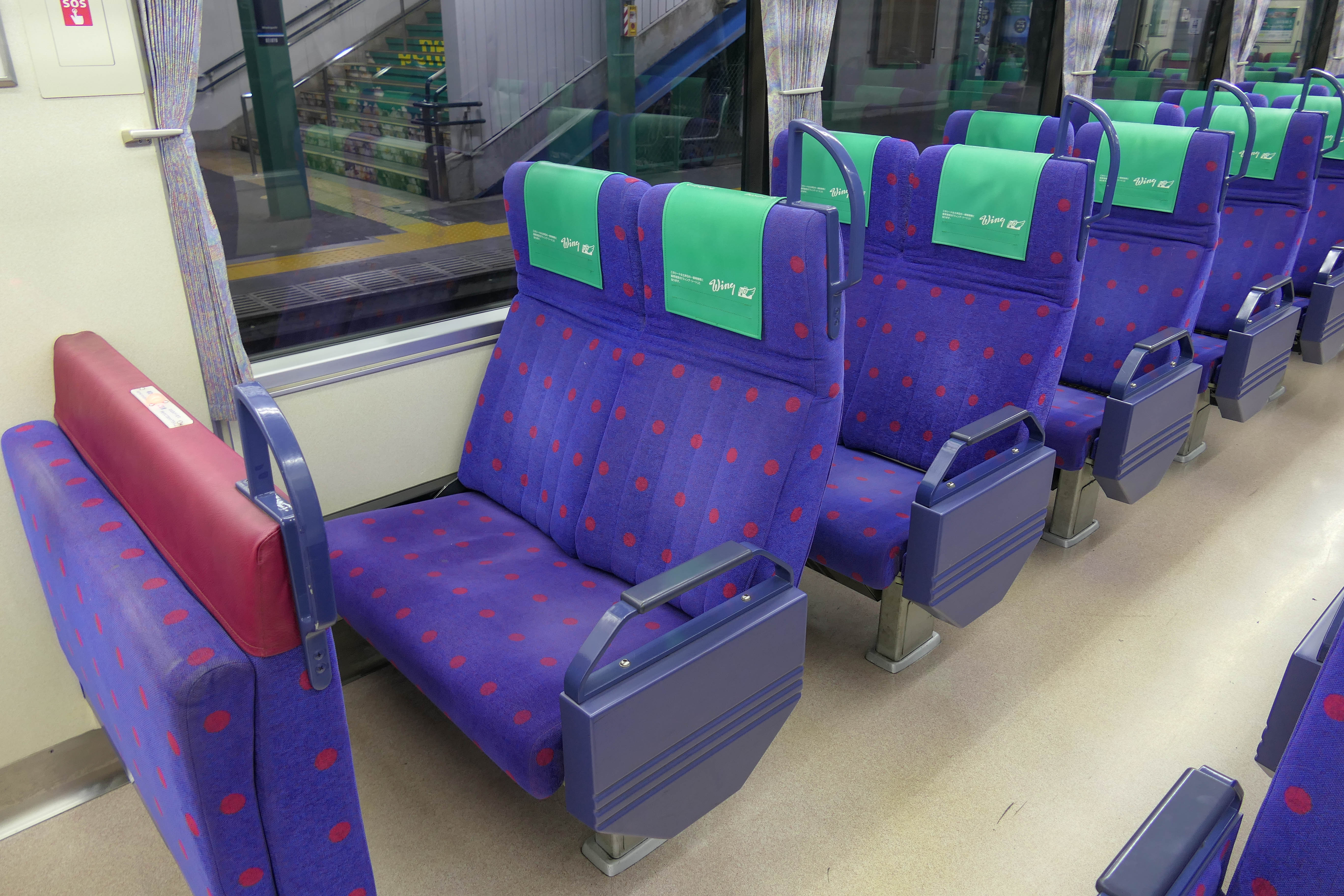
「京急翼號」的指定席「翼座位」

### 乘車位置
「早上翼號」方面。列車停靠三浦海岸站時，3號車廂靠近三崎口站一方（5號）和4號車廂靠近三崎口站一方（3號）的車門會打開。列車停靠橫須賀中央站時，1、2號車廂靠近三崎口站一方（乘客可進入車內後前往3號車廂乘坐部分座位）（1、5號）和1、2號車廂靠近三崎口站一方（乘客可進入車內後前往3、4號車廂乘坐所有座位）（3號）的車門會打開。列車停靠金澤文庫站時，7、8號車廂靠近泉岳寺站一方（1、5號）和11、12號車廂靠近三崎口站一方（乘客可進入車內後前往10號車廂乘坐所有座位）（3号）的車門會打開。列車停靠上大岡站時，4至6號車廂靠近三崎口站一方（乘客可進入車內後前往3號車廂乘坐部分座位）（1、5號）和6、8、9號車廂靠近三崎口站一方（乘客可進入車內後前往5、7號車廂乘坐所有座位）（3號）的車門會打開。另外，當列車離開上大岡站後，乘客不可以在車廂與車廂之間移動。在品川站起，所有車門都會打開。
「黃昏翼號」方面。在品川站，若乘客所持有的座位指定票中是1至4號車廂的座位，則於4號車廂靠近泉岳寺站一方的車門乘車。若是5至8號車廂的座位，則於8號車廂靠近泉岳寺站一方的車門乘車。在上大岡站起，所有車門都會打開。
「翼座位」方面，所有停車站中，2號車廂靠近三崎口站一方的車門都會打開。

## 使用車輛

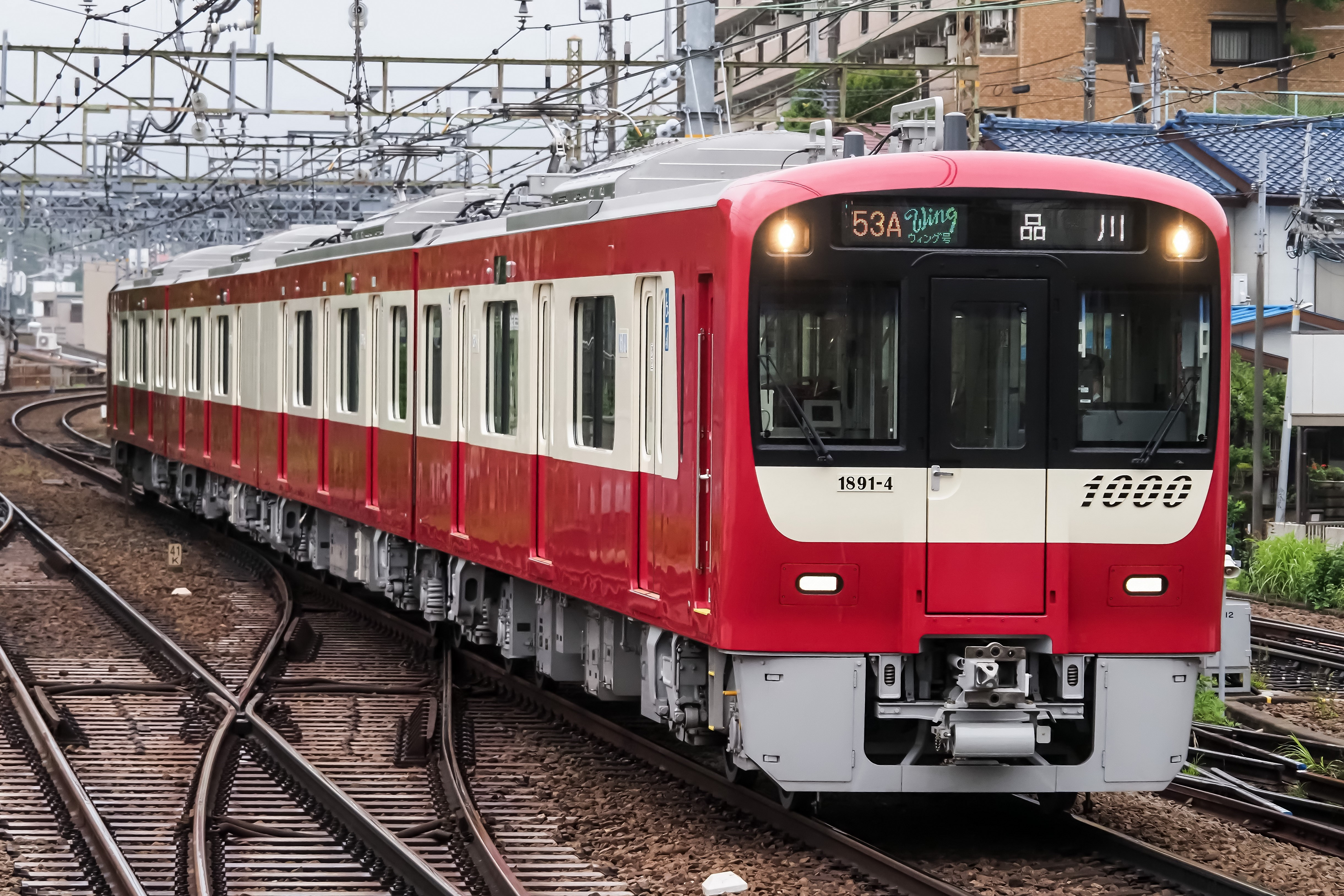
1000形1891編成行走早上翼號3號

在「京急翼號」開始運行當初是使用2000形。在1998年3月28日起開始使用設有可旋轉式橫置座位的2100形。在翌年1999年起，所有列車均使用2100形。
在2021年5月6日起，「早上翼號3號」開始連結4卡編成的1000形1890番台。使在金澤文庫連結2100形8輛的方法有所變更。

## 歷史
- 1992年（平成4年）4月16日：開設行走於品川站至京急久里濱站之間的下行「京急翼號」[1]。當時使用2000形行走[8]。班次編號為1號至8號，共8班[1][9]。
  - 當時的停車站：品川站、上大岡站、金澤文庫站、橫須賀中央站、京急久里濱站[1]
- 1993年（平成5年）4月1日：4號起所有班次延長至三崎口站[9]。京急久里濱站至三崎口站之間各站停車。由於當時的快速特急會通過野比站（現時：YRP野比站）和京急長澤站，因此在該區間的停車站會出現逆轉的現象[注 1]。
- 1996年（平成8年）7月22日：增加2班（9、10號）[9]。
- 1998年（平成10年）3月21日：開始使用2100形。
- 1999年（平成11年）7月31日：久里濱線內開始各站停車。同時增加1班（11號）[9]。
- 2000年（平成12年）：所有班次使用2100形。
- 2010年（平成22年）5月16日：開始加停金澤八景站[10]。
- 2011年（平成23年）
  - 3月22日 - 4月15日：受到東日本大地震所影響，東京電力範圍內實施計劃停電（日语：輪番停電），因此京急電鐵也需要實行省電時間表，所有「京急翼號」暫停行走。
  - 4月18日：隨著擁堵情況有所舒緩，重開「京急翼號」。
- 2015年 (平成27年)
  - 7月9日至7月15日：2141編成受到「人身事」影響而需要進行車輪修理，包含正在進行翻新工程的2157編成、2173編成，3抽2100形暫停服務。使「京急翼號4號」改為前往京急久里濱，在京急久里濱起由1000形或600形的翼4號代行。
  - 12月7日：行走於三浦海岸站至品川站、泉岳寺站之間的上行「早上翼號」開始運行。同時，座位整理券「Wing Ticket」由200日圓加至300日圓[11]。同時開始發售1個月的定期票「Wing Pass」，售價5500日圓[12]。
- 2016年（平成28年）
  - 10月3日：變更「早上翼號」在各車站中發售座位數目[13]。
  - 11月19日：實施時間表修正，下行「京急翼號」的行走時段延長至晚上11時。班次數量與修正前相同，在7號起每30分鐘一班，11號改為前往京急久里濱[14]。
- 2017年（平成29年）5月1日：「早上翼號」和「京急翼號」由座位定員制變為座位指定制[4]。
- 2018年（平成30年）9月22日至9月24日、10月6日至10月8日：開設行走於品川站至三浦海岸站之間的下行「假日翼號」。這是翼號首次於假日行走。中途只停靠橫濱站（只可乘車）。另外在同一期間，從品川站於早上出發的快特班次中，2號車廂在品川站至上大岡站之間會以「翼座位車」的名義行走。在區間中，乘客也可於京急川崎站乘車[3]。
- 2019年（令和元年）10月26日：實施時間表修正，設有以下變更[15][16]。
  - 增加1班從橫須賀中央站出發的「早上翼號」（新增的班次是1號，原來的1、2號變為3、5號）。但是，新1號受到神奈川新町站事故（日语：日本の鉄道事故 (2000年以降)#京浜急行本線神奈川新町第1踏切衝突事故）影響，由於車務調動的關係，於12月2日才開始行走[17]。
  - 「京急翼號」改名為「黃昏翼號」。
  - 星期六及假日，於日間行走於泉岳寺站至三崎口站之間的快特班次中，每40分鐘便有1班列車設有「翼座位」車廂（2號車廂），共有上行8班和下行9班設有該車廂。
  - 上行班次編號統一為單数，下行則為雙數。
- 2020年（令和2年）7月18日：可於車內購入「翼座位」的座位指定券。
- 2021年（令和3年）3月27日：實施時間表修正：
  - 3月19日：「翼座位」的座位指定券可於8日前預先購入。
  - 20、22號變為臨時列車。
  - 5月6日：3號開始使用4卡編成的1000形1890番台行走，在金澤文庫增結以12卡編成行走[18]。
- 2022年（令和4年）
  - 2月26日：實施時間表修正，設有以下變更[19]
    - 削減18、20、22號班次，2至16號每20分鐘一班。

  - 11月26日：實施時間表修正，設有以下變更[20]。
    - 5號的時間表提早約30分鐘。
    - 變更部分「翼座位」的行走時間表，增加1個往返班次（67、70號）。
    - 51至67號在三崎口站至上大岡站之間的13座快特停車站均可乘車。

## 注腳

## 外部連結
- 京濱急行電鐵 座位指定「翼」服務 （页面存档备份，存于）（日語）